# Eli P. Ashmun
Eli P. Ashmun (Albany, 1770. június 24. – Northampton, 1819. május 10.) az Amerikai Egyesült Államok szenátora (Massachusetts, 1816–1818).